# Bruno Campese
Bruno Campese (* 13. August 1963 in Nelson, British Columbia) ist ein ehemaliger italo-kanadischer Eishockeytorwart und jetziger -trainer sowie -funktionär. Derzeit ist er General Manager bei den Prince Albert Raiders aus der Western Hockey League.

## Karriere
Bruno Campese begann seine Karriere als Eishockeyspieler bei den Penticton Knights, für die er von 1979 bis 1981 in der British Columbia Hockey League aktiv war. Anschließend spielte der Torwart in den folgenden drei Jahren je eine Spielzeit lang für die Mannschaft der Northern Michigan University aus der Central Collegiate Hockey Association sowie die Portland Winter Hawks und Kelowna Wings aus der kanadischen Juniorenliga Western Hockey League. Mit den Winter Hawks gewann er 1983 den Memorial Cup, die Meisterschaft der Canadian Hockey League. Anschließend verbrachte er mehrere Jahre im Amateureishockey, ehe er 1988 bis 1994 fast ausschließlich für zwei verschiedene Teams in Mailand in der italienischen Serie A spielte. Einzig die Saison 1990/91 verbrachte er beim HC Turin in der zweitklassigen Serie A2. Mit dem HC Devils Milano wurde er in diesem Zeitraum dreimal in Folge Meister (1992, 1993 und 1994).
Nach zwei Jahren bei Mailands Ligarivalen Asiago Hockey erhielt Campese für die Saison 1996/97 einen Vertrag bei den Augsburger Panthern, für die er in 21 Spielen der Deutschen Eishockey Liga zwischen den Pfosten stand. Die Saison 1997/98 verbrachte der italienische Nationalspieler und Olympiateilnehmer von 1994 bei der VEU Feldkirch, mit der er sowohl die Österreichische Meisterschaft, als auch die Alpenliga gewann. Seine Karriere beendete er im Anschluss an die Saison 1999/2000 im Alter von 37 Jahren, nachdem er zuvor mit den Bracknell Bees die Meisterschaft der Ice Hockey Superleague gewonnen hatte.
Unmittelbar im Anschluss an seine Spielerlaufbahn wurde Campese Cheftrainer in der British Columbia Hockey League, in der er von 2000 bis 2002 die Trail Smoke Eaters betreute. Anschließend war er ebenfalls zwei Jahre lang als Assistenztrainer beim WHL-Team der Calgary Hitmen tätig, ehe er für erneut zwei Spielzeiten das Amt als Cheftrainer beim BCHL-Team Penticton Vees übernahm. Seit der Saison 2007/08 ist er Trainer der Prince Albert Raiders aus der WHL, mit denen er zweimal in Folge die Playoffs um den Ed Chynoweth Cup verpasste. Ab Januar 2008 wurde er zunächst als Interims-General-Manager eingesetzt, bevor Campese im März 2008 in der Doppelfunktion als Cheftrainer und General Manager weiterverpflichtet wurde. Diese Funktion hatte er bis 2011 inne, ehe sich der Italo-Kanadier fortan auf seine Aufgaben als General Manager beschränkte.

### International
Für Italien nahm Campese an den Weltmeisterschaften 1993, 1994, 1995 und 1999, sowie den Olympischen Winterspielen 1994 in Lillehammer teil.

## Erfolge und Auszeichnungen
| - 1983 Memorial-Cup-Gewinn mit den Portland Winter Hawks - 1993 Italienischer Meister mit dem HC Devils Milano - 1994 Italienischer Meister mit dem HC Devils Milano | - 1998 Österreichischer Meister mit der VEU Feldkirch - 1998 Alpenliga-Gewinn mit der VEU Feldkirch - 2000 Ice-Hockey-Superleague-Gewinn mit den Bracknell Bees |